# Andrographis ovata
Andrographis ovata là một loài thực vật có hoa trong họ Ô rô. Loài này được (T.Anderson ex Bedd.) Benth. & Hook.f. mô tả khoa học đầu tiên năm 1876.